# Sittelle de Przewalski
Sitta przewalskii
Vous lisez un « article de qualité » labellisé en 2014.
Espèce
Synonymes
- Sitta eckloni Przewalski, 1884 (nomen nudum)
- Sitta leucopsis przewalskii Berezowski & Bianchi, 1891

Statut de conservation UICN

 LC  : Préoccupation mineure
La Sittelle de Przewalski (Sitta przewalskii) est une espèce d'oiseaux de la famille des Sittidae. Longtemps considérée comme sous-espèce de la Sittelle à joues blanches (Sitta leucopsis), elle s'en distingue néanmoins sensiblement par sa morphologie et ses vocalisations. C'est une sittelle de taille moyenne, mesurant environ 12,5 cm de longueur. Les parties supérieures sont d'un gris-bleu sombre, avec le sommet de la tête presque noir. Les parties inférieures sont orange cannelle à partir de la gorge jusqu'aux sous-caudales, avec une coloration plus intense sur les flancs, et les joues sont chamois. Les cris de la Sittelle de Przewalski consistent en des phrases alternant sifflements ascendants et courtes notes. Peu de données existent quant à son écologie, qui est cependant probablement comparable à celle de la Sittelle à joues blanches.
La Sittelle de Przewalski est endémique de Chine, et vit dans l'Est du Qinghai jusqu'au Gansu et au Sichuan. Elle y peuple les forêts ou les milieux ouverts, et sa répartition altitudinale varie selon les localités, mais s'étale de 2 250 à 4 500 m. L'espèce est découverte en 1884 par l'explorateur russe Nikolaï Prjevalski qui la nomme « Sitta eckloni » (nomen nudum), mais n'est scientifiquement décrite qu'en 1891 à partir d'un spécimen collecté dans la préfecture de Haidong, son nom commémorant son découvreur original. Par la suite traitée comme sous-espèce de la Sittelle à joues blanches, cette sittelle se voit attribuer le rang d'espèce à part entière en 2005, dans la monographie sur l'avifaune d'Asie du Sud de Pamela C. Rasmussen, Birds of South Asia. The Ripley Guide. S. przewalskii et S. leucopsis, d'Asie, ont longtemps été rapprochées de la Sittelle à poitrine blanche (S. carolinensis) d'Amérique du Nord, mais des études utilisant plusieurs marqueurs moléculaires contredisent cette hypothèse et font des deux espèces asiatiques les plus basales des sittelles. Les effectifs de l'espèce ne sont pas estimés mais sont supposés stables, et la distribution de l'oiseau est relativement vaste. Pour ces raisons, l'Union internationale pour la conservation de la nature considère l'oiseau comme de « préoccupation mineure ».

## Description

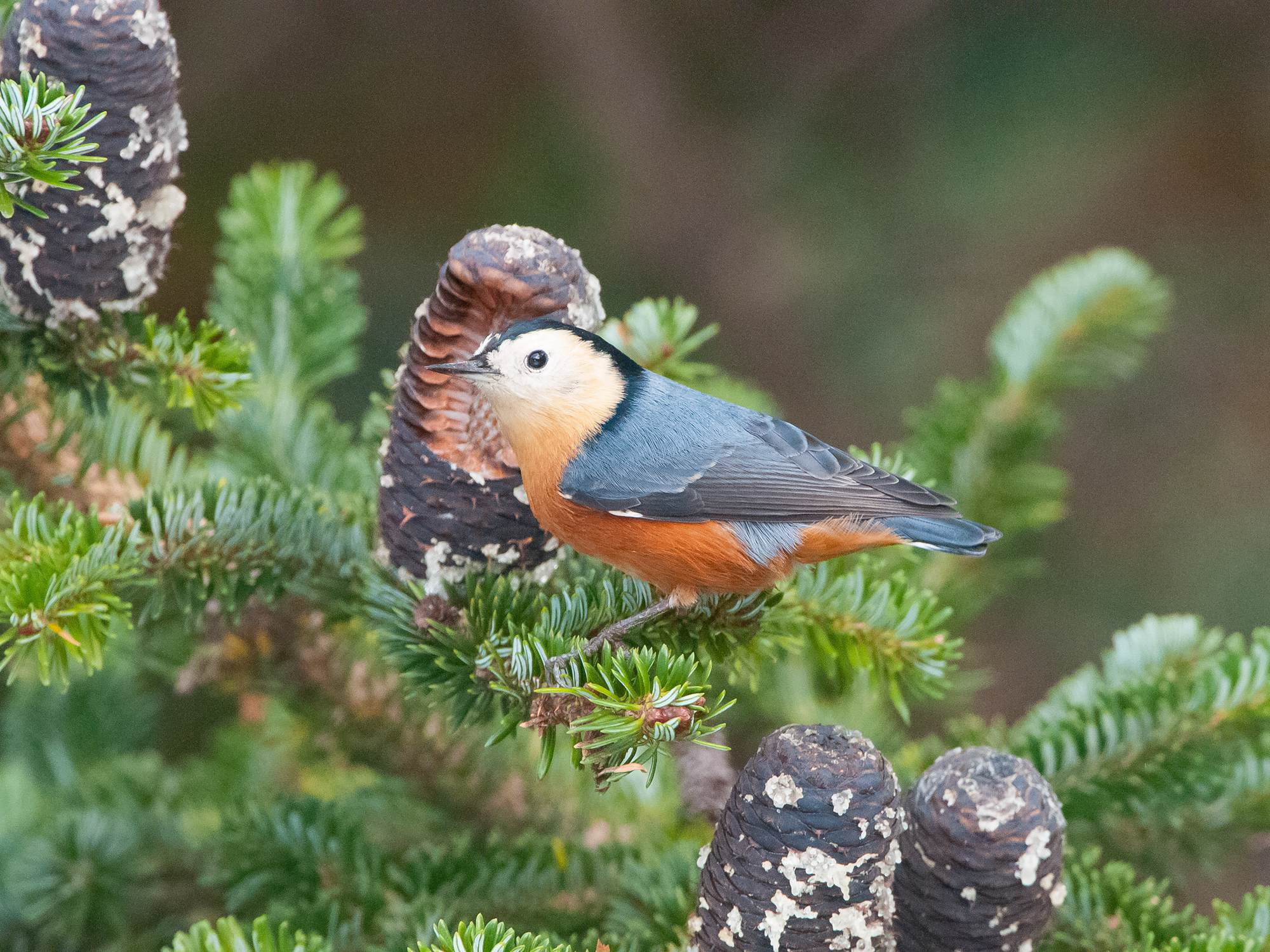
Sittelle de Przewalski, avec un plumage frais.

La Sittelle de Przewalski a longtemps été considérée comme sous-espèce de la Sittelle à joues blanches (S. leucopsis), et sa description a souvent été faite en comparaison avec cette espèce. Ces deux espèces n'ont notamment pas de trait loral, contrairement à la plupart des autres espèces de sittelles, mais diffèrent sensiblement l'une de l'autre par la coloration de leurs parties inférieures, la Sittelle à joues blanches étant essentiellement blanc chamoisé ou couleur crème sur les joues, la gorge, la poitrine, les flancs et le ventre, quand S. przewalskii est de différents tons de cannelle, avec seules les joues plus claires.
Les parties supérieures sont d'un gris-bleu sombre, avec le croupion un peu plus pâle et le front, la calotte et la nuque bleu-noir sombre. Les rémiges tertiaires sont du même gris-bleu moyen que le manteau, mais les grandes et moyennes couvertures, les couvertures primaires et l'alula sont plus sombres. Les rémiges primaires internes et les secondaires sont bordées de gris-bleu. Les rectrices centrales sont gris-bleu, et les externes gris-noir, avec les extrémités plus pâles. Les parties inférieures sont principalement orange cannelle, avec les joues lavées d'orange chamoisé et les flancs plus sombres et plus orange. Les couvertures sous-caudales sont un peu plus claires. En plumage usé, les parties inférieures sont plus inégales et plus claires. La mandibule supérieure du bec est noirâtre, et l'inférieure est grisâtre, avec le bout noir. L'iris est brun très foncé, et les pattes brun foncé. Mâle et femelle sont presque identiques, mais la coloration cannelle du mâle est plus vive,. Les juvéniles de l'espèce ressemblent aux adultes mais ont des couleurs moins vives et la base de leur bec est jaune.
La Sittelle de Przewalski est une sittelle de taille moyenne, mesurant environ 12,5-13,0 cm de longueur,. L'aile pliée du mâle mesure 72-77 mm et celle de la femelle 69-74 mm ; elle est en moyenne 4 mm plus courte que celle de la Sittelle à joues blanches. L'envergure est de 22,5 cm environ. Le bec mesure 17-17,6 mm, soit plus fin et plus court que celui de S. leucopsis, chez qui le bec fait 21 mm environ. Le tarse mesure 18 mm et la queue 43 mm.

## Écologie et comportement

### Voix
Les cris territoriaux diffèrent nettement entre ceux de la Sittelle à joues blanches (S. leucopsis), dont les notes sont nasales et ont plusieurs bandes sur un sonagramme, quand les cris de S. przewalskii sont de longues phrases composées de sifflements légèrement ascendants et entrecoupés de notes courtes. Selon la littérature anglophone, elle émet un chip doux et sourd, répété en séries irrégulières et pouvant rappeler un bec-croisé (Loxia), et un cri sifflé puissant en sweep ou en wheet simple et similaire au cri de la Sittelle torchepot (S. europaea), parfois émis en dweep-eep. S. przewalskii produit également un que geignard, répété trois à cinq fois et rappelant la Sittelle à joues blanches (S. leucopsis) en moins bien nasal, et des phrases en pee-pee-pee-pee… ou seet-seet-seet-seet…, constituées de notes fines et constantes allant en ralentissant. Enfin, le chant pourrait être un puissant ti-tüi ti-tüi ti-tüi….

### Habitudes de vie
Le naturaliste anglais Frank Ludlow rapporte en 1950 que S. przewalskii a été décrite par Ernst Schäfer, qui récolte en 1934 un mâle adulte près de Litang, comme « l'un des plus timides et des plus rares habitants des forêts de conifères » et qu'elle mène une vie en solitaire, comme les populations locales du Pic tridactyle (Picoides tridactylus funebris). Ludlow observe quant à lui l'espèce dans le sud-est du Tibet, probablement en hivernage, et ne la trouve pas particulièrement timide. Il rapporte avoir tué un spécimen dans un saule (Salix sp.), loin de tout conifère. Le spécimen ayant servi à la description de l'espèce a été capturé en périphérie d'une forêt, sur une crête séparant deux vallées ; il se tenait sur une branche morte depuis laquelle il se lançait à la poursuite d'insectes en vol, à la manière d'un gobemouche,.

## Répartition et habitat

Distribution approximative de la Sittelle de Przewalski.
Distribution approximative de la Sittelle à joues blanches (S. leucopsis).

Cette espèce est endémique de Chine, et vit dans le centre-ouest du pays et dans le sud-est du Tibet. On la trouve dans l'est du Qinghai depuis le Daban Shan (dans le xian autonome hui de Menyuan) jusqu'aux plateaux de l'Amdo (35° N, 101° E) et au fleuve Jaune (xian de Xinghai) au sud et dans le sud de la province, dans le xian de Nangqên. S. przewalskii peuple aussi le Gansu, au sud-ouest du xian de Xiahe et du xian de Min, et le Sichuan, où elle peuple le nord, le centre et l'ouest de la province, du xian de Songpan (dont la réserve naturelle de la vallée de Jiuzhaigou) en passant par la cordillère du Qionglai et le xian de Barkam, jusqu'aux environs du xian de Litang. L'espèce est également connue du centre du Yunnan, où elle migre probablement pour hiverner.
S. przewalskii peuple le nord-est de la région autonome du Tibet, dans la préfecture de Qamdo ; elle a également été observée dans le sud-est de la région, en décembre et en avril, dans la vallée du Brahmapoutre. Ces derniers signalements sont étranges, et il est possible que l'oiseau soit un simple hivernant dans la partie tibétaine du fleuve. Les deux individus signalés du sud-est du Tibet avaient de plus des parties inférieures particulièrement pâles et l'un d'eux était dans un habitat différent de celui favorisé généralement par S. przewalskii. Ces observations pourraient donc correspondre à la Sittelle à joues blanches (S. leucopsis), avec possiblement des traces d'introgression de S. przewalskii.
S. przewalskii peuple les forêts d'altitude, d'épicéas (Picea) ou de sapins (Abies), généralement jusqu'à la limite des arbres. Elle a été observée à 4 270 m au Sichuan en août et vers 2 250 m en juin, à 2 590-2 895 m dans le Qinghai, à 3 500-4 500 m dans le nord-est du Tibet et à 2 895-3 050 m dans le sud-est du Tibet,.

## Taxinomie

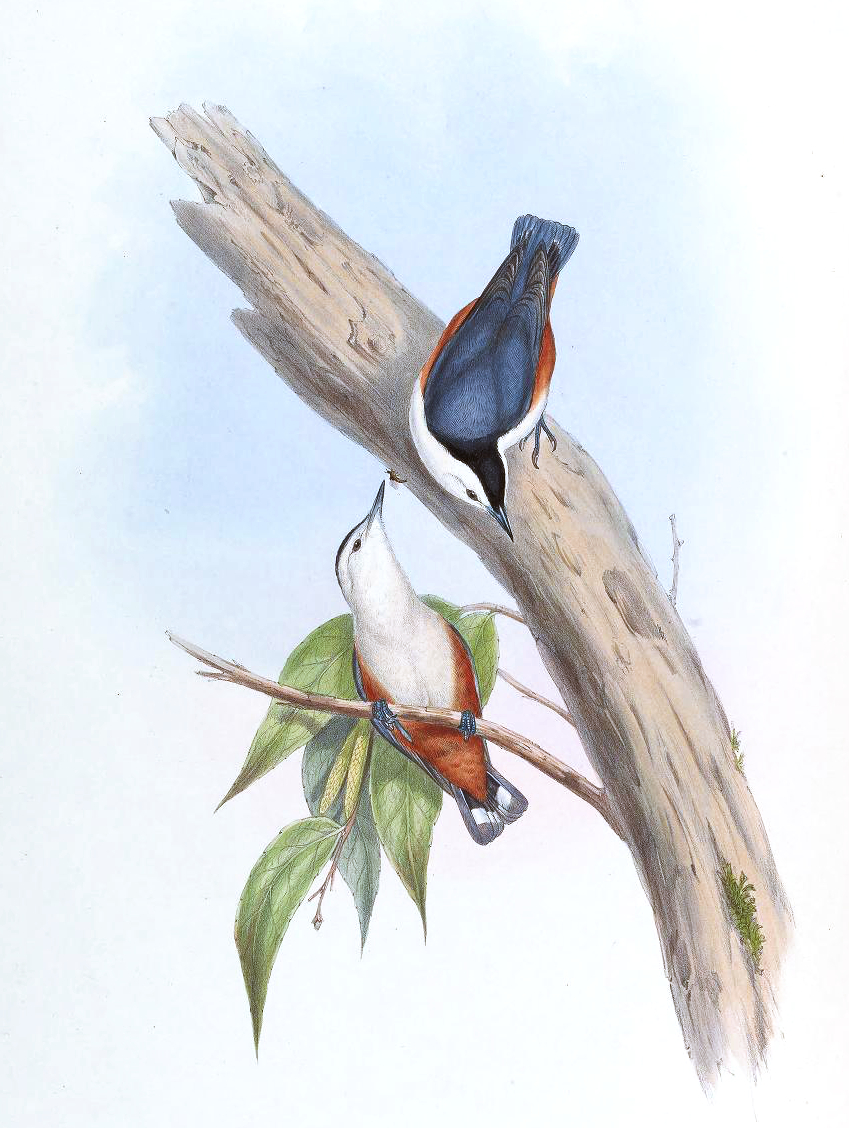
La Sittelle à joues blanches (S. leucopsis), ici un couple dessiné par John Gould, est l'espèce la plus proche de S. przewalskii.

L'explorateur russe Nikolaï Prjevalski découvre l'espèce en 1884, et cite l'oiseau sous le nom de Sitta eckloni sans fournir de description adéquate, faisant de ce nom un nomen nudum. Le russe Mikhaïl Mikhaïlovitch Berezovski capture un spécimen mâle venant de la préfecture de Haidong, dans l'est du Qinghai,, et le décrit scientifiquement sous le nom de Sitta przewalskii en 1891 aux côtés de Valentin Bianchi ; l'épithète spécifique rend hommage à Nikolaï Prjevalski. L'espèce est décrite comme proche de la Sittelle à joues blanches (S. leucopsis), et par la suite considérée comme une sous-espèce de celle-ci. Pamela C. Rasmussen la traite comme espèce à part entière en 2005 dans son livre Birds of South Asia. The Ripley Guide, décision notamment suivie par Nigel J. Collar et John D. Pilgrim en 2007 et reprise par le Congrès ornithologique international et Alan P. Peterson ; aucune sous-espèce n'est distinguée,. Rasmussen argue de différences morphologiques et de cris significatifs, mais l'ornithologiste Edward C. Dickinson explique qu'il serait bon d'étudier comment chaque espèce répond aux cris de l'autre pour soutenir plus solidement ce statut d'espèce pour S. przewalskii. Les aires de répartition de la Sittelle de Przewalski et de S. leucopsis sont séparées l'une de l'autre par près de 1 500 kilomètres.
- Sitta
  - 
    - 
      - Sittelle à poitrine blanche (S. carolinensis)
      - Sittelle géante (S. magna)

    - Autres sittelles

  - Sittelle de Przewalski

La Sittelle de Przewalski et S. leucopsis ont longtemps été rapprochées de la Sittelle à poitrine blanche (Sitta carolinensis) d'Amérique du Nord, ces oiseaux ayant même été par le passé traités comme conspécifiques. Dans le découpage en sous-genres du genre Sitta, peu utilisé, ces sittelles sont placées dans Sitta (Leptositta) Buturlin, 1916. Simon Harrap propose que S. przewalskii, S. leucopsis et S. carolinensis pourraient être apparentées au groupe « canadensis », correspondant au sous-genre Sitta (Micrositta) et comprenant six espèces de sittelles de taille moyenne. En 2014, Éric Pasquet et al. publient une phylogénie fondée sur l'ADN nucléaire et mitochondrial de 21 espèces de sittelles. La Sittelle à joues blanches n'est pas incluse dans l'étude, mais S. przewalskii est trouvée comme complètement basale, et ces deux espèces formeraient un groupe frère de toutes les autres sittelles. Dans ce dernier grand groupe, se distingue un premier clade regroupant la Sittelle à poitrine blanche, d'Amérique du Nord et la Sittelle géante (S. magna), contrevenant au rapprochement de S. przewalskii avec S. carolinensis.

## Menaces et protection
La Sittelle de Przewalski est décrite comme rare en Chine et dans le sud-est du Tibet, mais étant longtemps traitée comme sous-espèce de la Sittelle à joues blanches, elle ne bénéficie pas de statut de menace particulier avant 2016. BirdLife International et l'Union internationale pour la conservation de la nature l'évalue alors comme espèce de « préoccupation mineure », en raison d'effectifs supposés stables et d'une distribution relativement vaste (estimée à 947 000 km2),.